# Harilala Ramanantsoa
Pour les articles homonymes, voir Ramanantsoa.
Harilala Ramanantsoa est une femme d'affaires et personnalité politique malgache. Elle est maire d'Antananarivo, capitale de Madagascar, depuis janvier 2025.
Entrepreneuse, elle se fait connaître à travers son groupe de communication évènementielle, MadaVision. 
Elle se lance dans la politique en 2015, tentant sans succès de devenir maire d'Antananarivo. Elle est cependant élue conseillère municipale lors de ce scrutin. En 2024, elle devient Présidente de la délégation spéciale (PDS) d'Antananarivo à la suite de la démission du maire Richard Ramananbitana.
La même année, elle se présente à nouveau lors des élections municipales de la capitale, cette fois-ci avec le soutien de l'IRMAR, coalition présidentielle. Elle remporte l'élection le 11 décembre 2024, au cours d'un scrutin entaché d'accusations de fraude électorale. Les résultats sont cependant validés par le tribunal administratif et Harilala Ramanantsoa prend officiellement ses fonctions le 24 janvier 2025.

## Biographie

### Famille et études
Née dans une famille nombreuse, Harila Ramanantsoa est fille d’entrepreneurs[réf. souhaitée].  
Elle entame des études au collège Notre-Dame de Lourdes. À l'âge de douze ans, elle devient déléguée de classe[réf. souhaitée]et cela jusqu'au lycée à l’École Sacré-Cœur Antanimena (ESCA).

### Parcours professionnel
Elle reçoit le premier trophée des jeunes entrepreneurs de la BNI-CL en novembre 2005,. 
Elle se fait connaître en fondant « MadaVision », un groupe de communication événementielle, aux côtés du journaliste Jaobarison Randrianarivony, ancien conseiller du président Hery Rajaonarimampianina. En 2014, ce groupe employait 500 personnes et comptait trois entreprises, dont la Grande Braderie de Madagascar.
D’autres branches comme Newbox (réseau de distribution et de marketing prestation de service, avec 400 employés), « Shoot’in », un studio de photographie professionnel et « Buy in Mada », vente en ligne de produits européens, voient le jour.

### Carrière politique

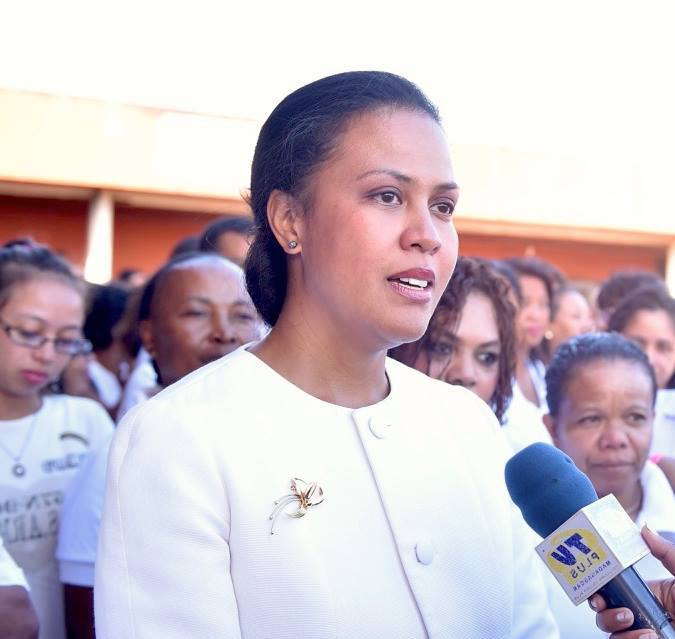
Harilala Ramanantsoa lors de la campagne pour la mairie d'Antananarivo en 2015.

Harilala Ramanantsoa se lance en politique en 2015 lorsqu'elle se présente en tant que candidate indépendante à la mairie de la capitale Antananarivo, sans succès. Elle est cependant élue conseillère municipale lors de ce scrutin.
En août 2024, elle est nommée Présidente de la délégation spéciale (PDS) de la commune urbaine d'Antananarivo, à la suite de la démission du maire Richard Ramananbitana,.
Elle se présente de nouveau à la mairie d'Antananarivo la même année lors des élections municipales, étant cette fois-ci soutenue par l'IRMAR, coalition politique du président Andry Rajoelina. Elle fait campagne sur le thème des urgences sociales (chômage, pauvreté, autonomisation de la femme) et met en avant le soutien que lui accorde le pouvoir, se présentant au début de sa campagne comme la « candidate de l'État ».
Le 11 décembre 2024, elle remporte l'élection municipale avec 43,24 % des voix, contre son principal adversaire Tojo Ravalomanana, fils de l'ancien président Marc Ravalomanana. Cette victoire est cependant entachée d'accusations de fraude électorale, alors que l'opposition refuse de reconnaître les résultats du scrutin et que des irrégularités dans la gestion de l'élection sont relevées par l'observatoire SAFIDY. Après le rejet d'un recours déposé par Tojo Ravalomanana, le tribunal administratif confirme finalement les résultats de l'élection le 17 janvier 2025.
Harilala Ramanantsoa devient officiellement maire d'Antananarivo le 24 janvier 2025 lors d'une cérémonie boycottée par l'opposition. Elle est la deuxième femme à devenir maire de la capitale, après Lalao Ravalomanana. Élue sans majorité absolue (l'IRMAR n'ayant remporté que 23 sièges sur 55), elle annonce vouloir lutter contre la pauvreté, le désordre et l'insécurité.

## Actions sociales et causes défendues
Harilala Ramanantsoa est la marraine de plusieurs promotions de différentes écoles, d'universités et instituts supérieurs d'Antananarivo. Elle est également engagée dans des associations comme le Rotary Club Mahamasina dans le volet social, mais aussi auprès des handicapés. Elle est la vice-présidente de l'association Entreprendre au Féminin Océan Indien (EFOI). 
Elle est également militante féministe,.